# Trachypithecus crepusculus
Espèce
Synonymes
- Trachypithecus crepusculus[2]
- Trachypithecus phayrei crepuscula (Elliot, 1909) (préféré par NCBI)[2]

Trachypithecus crepusculus est une espèce de primates de la famille des Cercopithecidae.